# موجارة خضراء العيون
موجارة خضراء العيون (الاسم العلمي: Gerres chrysops) (بالإنجليزية: Gold sheen silver-biddy)‏ هي نوع من الأسماك تتبع جنس الموجارة من فصيلة الموجارات.